# Parlamento da Geórgia
O Parlamento da Geórgia (საქართველოს პარლამენტი) é a sede do poder legislativo unicameral da Geórgia. O parlamento é composto atualmente de 150 membros eleitos para mandatos de 4 anos, sendo 77 eleitos por representação proporcional e 73 eleitos pelo sistema majoritário. A partir de 2024, devido a emendas constitucionais, o parlamento utilizará apenas a representação proporcional.

## Eleição
O Parlamento da Geórgia é eleito com base no sufrágio universal, livre, igual e direto, pelo voto secreto. Eleições parlamentares agendadas ocorrem no último sábado do mês de outubro do ano em que uma legislatura se encerra. Caso haja uma dissolução do parlamento, eleições são convocadas não antes do 45.º e não depois do 60.º dia após a legislatura ser dissolvida. Se o dia da eleição coincidir com um estado de emergência ou lei marcial, as eleições são realizadas entre 45 e 60 dias após o estado de emergência ou lei marcial serem revogados.
As emendas de 2017 aumentaram a idade mínima para se candidatar, de 21 para 25 anos. Qualquer cidadão da Geórgia com direito de votar e que morou no país por pelo menos dez anos é elegível. Uma pessoa sentenciada à prisão não pode ser eleita. Para um partido político participar de uma eleição, ele deve ter um membro incumbente no parlamento ou receber o apoio por assinaturas de pelo menos 25 000 eleitores. Na eleição de 2020, a cláusula de barreira para entrar no Parlamento foi reduzida para 3%, e os partidos puderam formar blocos eleitorais. No entanto, a partir de 2024, a cláusula retornará a 5% e blocos eleitorais não serão mais permitidos.

## Sede
O parlamento da Geórgia se reúne na sede localizada na avenida Shota Rustaveli, em Tblisi, capital da Geórgia. O edifício foi severamente danificado durante os confrontos do golpe de Estado ocorrido entre 1991 e 1992. Em 2009, o governo georgiano do presidente Mikheil Saakashvili iniciou a construção de uma nova sede do parlamento na cidade de Kutaisi, a 229 quilômetros da capital Tblisi, almejando substituir o edifício da era soviética que sediava o parlamento na capital. Em 2011, a constituição do país foi emendada para determinar que o parlamento se reunisse em Kutaisi. Inaugurado em 2012, o novo prédio custou mais de 240.6 milhões de dólares de sua construção até 2015, e foi fortemente criticado como um desperdício de dinheiro e recursos. Opositores do projeto afirmaram que seria ineficiente ter o parlamento em Kutaisi e o resto do governo em Tblisi. A demolição de um memorial soviético à Segunda Guerra Mundial para sua construção, que causou duas mortes, também foi alvo de críticas e protestos.
Em 2017, os parlamentares aprovaram emendas à constituição georgiana, que entraram em vigor no ano seguinte e removeram a determinação de que a sede do parlamento deveria ser em Kutaisi. Com isso, os parlamentares voltaram a se reunir em Tblisi. O edifício em Kutaisi foi entregue ao Ministério do Interior, e em maio de 2021 estava inutilizado, sob controle do Ministério da Economia.

## Composição partidária
| Partido/Coalizão | Partido/Coalizão               | Partido/Coalizão               | Ideologia               | Espectro        | Assentos | Status   |
| ---------------- | ------------------------------ | ------------------------------ | ----------------------- | --------------- | -------- | -------- |
|                  | Sonho Georgiano                | Sonho Georgiano                | Social-democracia       | Centro-esquerda | 74 / 150 | Governo  |
|                  | Poder Popular                  | Poder Popular                  | Populismo               | Centro          | 9 / 150  | Governo  |
|                  | A Força Está na União          | A Força Está na União          | Conservadorismo liberal | Centro-direita  | 26 / 150 | Oposição |
|                  | Movimento Nacional Unido       |                                | Conservadorismo liberal | Centro-direita  | 26 / 150 | Oposição |
|                  | Estado para o Povo             | Democracia cristã              |                         | Centro-direita  | 26 / 150 | Oposição |
|                  | Partido Nacional Democrático   | Democracia cristã              |                         | Centro-direita  | 26 / 150 | Oposição |
|                  | Progresso e Liberdade          | Centrismo                      | Centro                  |                 | 26 / 150 | Oposição |
|                  | Geórgia Vitoriosa              | Centrismo                      | Centro                  |                 | 26 / 150 | Oposição |
|                  | Pela Geórgia                   | Pela Geórgia                   | Centrismo               | Centro          | 6 / 150  | Oposição |
|                  | Socialistas Europeus           | Socialistas Europeus           | Social-democracia       | Centro-esquerda | 4 / 150  | Oposição |
|                  | Novo Centro Político — Girchi  | Novo Centro Político — Girchi  | Libertarismo            | Direita         | 4 / 150  | Oposição |
|                  | Lelo pela Geórgia              | Lelo pela Geórgia              | Liberalismo             | Centro          | 3 / 150  | Oposição |
|                  | Estratégia Aghmashenebeli      | Estratégia Aghmashenebeli      | Liberalismo clássico    | Centro-direita  | 3 / 150  | Oposição |
|                  | Cidadãos                       | Cidadãos                       | Centrismo               | Centro          | 2 / 150  | Oposição |
|                  | Lei e Justiça                  | Lei e Justiça                  | Nacionalismo cívico     | Centro-direita  | 1 / 150  | Oposição |
|                  | Partido Republicano da Geórgia | Partido Republicano da Geórgia | Liberalismo             | Centro-direita  | 1 / 150  | Oposição |
|                  | Independentes                  | Independentes                  |                         |                 | 7 / 150  |          |
|                  | Vagos                          | Vagos                          |                         |                 | 10 / 150 |          |